# Iwan Wladimirowitsch Wassiljew

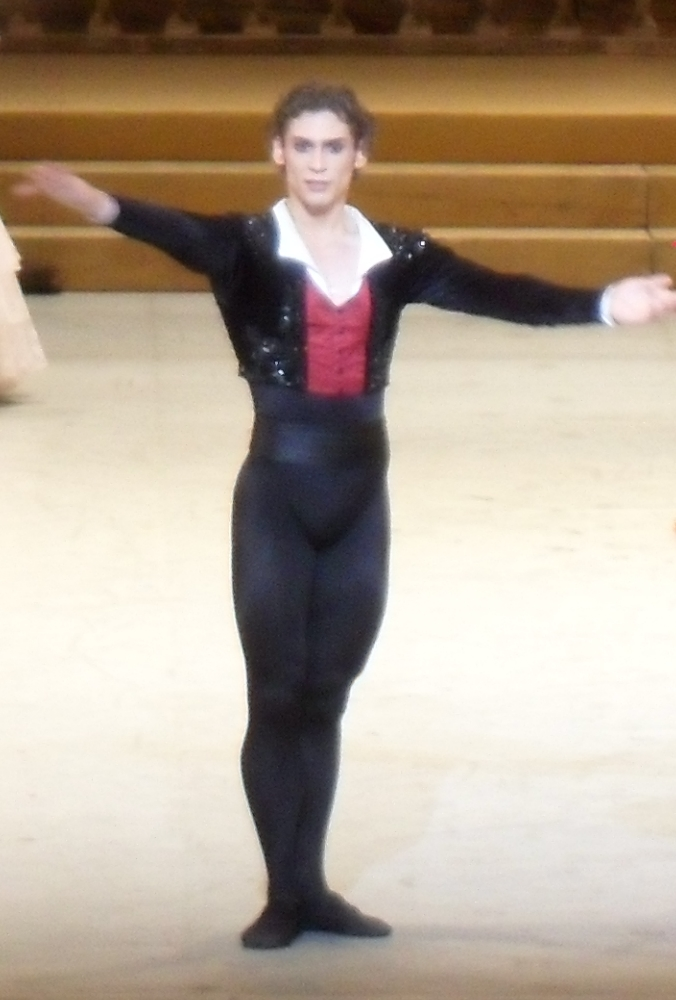
Iwan Wassiljew

Iwan Wladimirowitsch Wassiljew (russisch Иван Владимирович Васильев; * 9. Januar 1989 in Tawritschanka, Region Primorje, Sowjetunion) ist ein russischer Balletttänzer.

## Leben
Iwan Wassiljew ist ein Sohn des Altstars und langjährigen Leiters des Moskauer Bolschoi-Balletts Wladimir Wiktorowitsch Wassiljew.
Er erhielt seinen ersten Ballettunterricht an der Dnepropetrovsk Ballettschule in der Ukraine. Mit zwölf Jahren wechselte er an die Staatliche Ballettakademie in Minsk, wo er bis zu seinem Abschluss 2006 blieb. Im gleichen Jahr wurde er eingeladen, dem Bolschoi-Ballett in der russischen Hauptstadt als Solotänzer beizutreten. Sein Debüt in Moskau machte er als Basilio in Don Quixote. Mai 2010 wurde er zum Principal Dancer ernannt. Sein Wechsel vom Moskauer Ballett zum Michailowski-Theater in St. Petersburg im Herbst 2011 machte weltweite Schlagzeilen. Im gleichen Jahr trat er zum ersten Mal als Gasttänzer beim American Ballet Theatre (ABT) in New York City auf. Seit September 2012 ist er Principal Dancer beim ABT. Im Mai 2013 gab er bekannt, dass er das Michailowski verlassen will.

## Preise und Ehrungen
- 2004: Internationaler Ballettwettbewerb Warna (Bronzemedaille)
- 2005: Internationaler Ballettwettbewerb Moskau (Goldmedaille)
- 2006: Ballettwettbewerb Arabesque-96 in Perm (Goldmedaille)
- 2006: Internationaler Ballettwettbewerb Warna (Grand Prix)
- 2006: Triumph Youth Prize
- 2008: British Critics’ Circle National Dance Awards in der Kategorie „Spotlight“
- 2009: Prix Benois de la Danse
- 2010: International Dance Open Festival (Mr. Virtuosity)
- 2011: International Dance Open Festival (Grand Prix)

## Filmografie
- 2010: The Flames of Paris, Choreographie von Alexei Ratmansky, Koproduktion von Bolschoi-Theater und Bel Air Classiques, DVD und Blu-ray (in der Rolle des Philippe)